# 孤山子镇 (兴隆县)
孤山子镇，是中华人民共和国河北省承德市兴隆县下辖的一个乡镇级行政单位。

## 行政区划
孤山子镇下辖以下地区：
沙坡峪村、地厚村、天高村、孤山子村、榆木岭村、大佐村、大厂村和王杖子村。